# NOW Music
NOW Music er et dansk joint venture bestående af EMI, Sony Music og Universal Music. Selskabet udgiver blandt andet NOW (That's What I Call Music!), som er en serie af opsamlingsalbums, og efterfølgeren til Absolute Music. Der udkomer 19 udgivelser i serien 2002-2007. Mellem udgivelse 18 og 19 holdt serien et års pause, hvor der i stedet var 3 dobbelt-cd udgivelser i serien Now Hot Hits & Cool Tracks.
Udover den egentlige NOW (That's What I Call Music!)-serie er der også udgivelser i serier såsom NOW Big Hits, NOW Christmas etc. Desuden er der også udgivelser, hvor ordet NOW er erstattet af ordet Absolute i albumtitlerne.
Udover cd-udgivelserne er der også udgivet DVD'en Now Pop Quiz, som er en musikquiz der udkom den 19. november 2007.

## NOW (That's What I Call Music!)
NOW (That's What I Call Music!) cd'erne består af 19 udgivelser, som hver indeholder 19 eller 20 numre. Samlet set består serien af 372 numre, hvoraf Robbie Williams medvirker på de 10 af dem (Robbie Williams er også den musiker der medvirker flest gange på Absolute Music-serien). Det danske musiknavn der medvirker flest gange er Nik & Jay med 8 gange efterfulgt af Outlandish med 5 gange. 
Top 10: Musikere der har medvirket flest gange på NOW 1 – 19.
1. Robbie Williams: 10 gange
2. Fergie: 9 gange (8 af gangene med The Black Eyed Peas)
2. Will.I.Am: 9 gange (8 gange med The Black Eyed Peas og 1 gang med Pussycat Dolls)
4. Brian McFadden: 8 gange (5 af gangene med Westlife)
4. Sugababes: 8 gange
4. Nik & Jay: 8 gange
7. P!nk: 7 gange
8. Blue: 6 gange
8. Coldplay: 6 gange
8. Kylie Minogue: 6 gange
| Titel  | Udgivet            | Salgs status | Medie |
| NOW 1  | 5. september 2002  | Guld         | Cd    |
| NOW 2  | 15. november 2002  | 2 x platin   | Cd    |
| NOW 3  | 20. marts 2003     | Platin       | Cd    |
| NOW 4  | 28. maj 2003       | Platin       | Cd    |
| NOW 5  | 29. august 2003    | Platin       | Cd    |
| NOW 6  | 24. november 2003  | 2 x platin   | Cd    |
| NOW 7  | 26. marts 2004     | 2 x platin   | Cd    |
| NOW 8  | 28. maj 2004       | Platin       | Cd    |
| NOW 9  | 17. september 2004 | Ikke oplyst  | Cd    |
| NOW 10 | 15. november 2004  | Ikke oplyst  | Cd    |
| NOW 11 | 28. februar 2005   | Ikke oplyst  | Cd    |
| NOW 12 | 27. maj 2005       | Ikke oplyst  | Cd    |
| NOW 13 | 29. august 2005    | Ikke oplyst  | Cd    |
| NOW 14 | 11. november 2005  | Platin       | Cd    |
| NOW 15 | 27. marts 2006     | Ikke oplyst  | Cd    |
| NOW 16 | 25. maj 2006       | Ikke oplyst  | Cd    |
| NOW 17 | 28. august 2006    | Ikke oplyst  | Cd    |
| NOW 18 | 13. november 2006  | Ikke oplyst  | Cd    |
| NOW 19 | 19. november 2007  | Ikke oplyst  | Cd    |

## NOW Hot Hits & Cool Tracks
| Titel                        | Udgivet           | Status      | Medie      |
| Now Hot Hits & Cool Tracks 1 | 26. marts 2007    | Ikke oplyst | Dobbelt-cd |
| Now Hot Hits & Cool Tracks 2 | 29. maj 2007      | Ikke oplyst | Dobbelt-cd |
| Now Hot Hits & Cool Tracks 3 | 3. september 2007 | Ikke oplyst | Dobbelt-cd |

## NOW Big Hits
Now Big Hits, eller X-treme Big Hits som serien hed til og med 2003 – eller Absolute Hits 2010/Absolute Hits 2011/Absolute Hits 2012, som de seneste udgivelser i serien hedder – er en serie af opsamlingsalbum, der indeholder nogle af de enkelte års største hits. Serien består af dobbelt-cd'er med 16-21 sange på hver cd. Samlet set består serien af 548 sange (til og med Absolute Hits 2012). 
| Titel                 | Udgivet           | Salgs status | Medie      |
| X-treme Big Hits 1998 | november 1998     | Ikke oplyst  | Dobbelt-cd |
| X-treme Big Hits 1999 | november 1999     | Ikke oplyst  | Dobbelt-cd |
| X-treme Big Hits 2000 | november 2000     | Platin       | Dobbelt-cd |
| X-treme Big Hits 2001 | november 2001     | Platin       | Dobbelt-cd |
| X-treme Big Hits 2002 | november 2002     | Guld         | Dobbelt-cd |
| X-treme Big Hits 2003 | november 2003     | Guld         | Dobbelt-cd |
| NOW Big Hits 2004     | 15. november 2004 | Ikke oplyst  | Dobbelt-cd |
| NOW Big Hits 2005     | 14. november 2005 | Guld         | Dobbelt-cd |
| NOW Big Hits 2006     | 24. november 2006 | Ikke oplyst  | Dobbelt-cd |
| NOW Big Hits 2007     | 19. november 2007 | Ikke oplyst  | Dobbelt-cd |
| NOW Big Hits 2008     | 10. november 2008 | Guld         | Dobbelt-cd |
| NOW Big Hits 2009     | 16. november 2009 | Ikke oplyst  | Dobbelt-cd |
| Absolute Hits 2010    | 29. november 2010 | Platin       | Dobbelt-cd |
| Absolute Hits 2011    | 7. november 2011  | Guld         | Dobbelt-cd |
| Absolute Hits 2012    | 12. november 2012 | Ikke oplyst  | Dobbelt-cd |

## NOW (That's What I Call Christmas)
| Titel                                 | Udgivet           | Salgs status | Medie          |
| NOW Christmas 2002                    | november 2002     | Guld         | Dobbelt-cd     |
| NOW That's What I Call Christmas 2003 | 14. november 2003 | Guld         | Dobbelt-cd     |
| NOW Christmas 2004                    | 16. november 2004 | Ikke oplyst  | Cd + bonus dvd |
| NOW That's What I Call Christmas 2005 | 4. november 2005  | Platin       | Dobbelt-cd     |
| NOW Christmas 2007                    | 5. november 2007  | Ikke oplyst  | Dobbelt-cd     |
| NOW Christmas 2008                    | 3. november 2008  | Ikke oplyst  | Dobbelt-cd     |
| NOW Christmas 2009                    | 2. november 2009  | Guld         | Dobbelt-cd     |
| NOW Christmas 2010                    | 1. november 2010  | Platin       | Dobbelt-cd     |
| NOW Christmas 2011                    | 31. oktober 2011  | Platin       | Dobbelt-cd     |
| NOW Christmas 2012                    | 29. oktober 2012  |              | Dobbelt-cd     |

- Fra 1996-2001 og i 2006 er NOW Christmas blevet udgivet under navnet Absolute Christmas.

## NOW (That's What I Call Music! Summer)
| Titel                                | Udgivet       | Salgs status | Medie      |
| NOW Summer 2003                      | 29. juni 2003 | Ikke oplyst  | Dobbelt-cd |
| NOW That's What I Call Music! Summer | 20. juni 2005 | Ikke oplyst  | 3-cd       |

- 11. juni 2007 udgav NOW Music cd'en Alle Tiders Summerparty, som er en dobbelt-cd bestående af sommerhits.

## NOW Dance
| Titel                  | Udgivet           | Salgs status | Medie      |
| NOW Dance 1            | 2. juni 2002      | Guld         | Cd         |
| NOW Dance 2            | 1. juni 2003      | Ikke oplyst  | Cd         |
| NOW Dance 3            | 28. februar 2004  | Ikke oplyst  | Cd         |
| NOW Best Of Dance 2004 | 15. november 2004 | Ikke oplyst  | Dobbelt-cd |
| NOW Dance 2005         | 18. november 2005 | Ikke oplyst  | Dobbelt-cd |

## NOW Clubbing
| Titel          | Udgivet          | Salgs status | Medie      |
| NOW Clubbing 1 | 1. juni 2003     | Ikke oplyst  | Dobbelt-cd |
| NOW Clubbing 2 | 10. oktober 2003 | Ikke oplyst  | Dobbelt-cd |

## NOW Hip Hop
| Titel              | Udgivet           | Salgs status | Medie |
| NOW Hip Hop Vol. 1 | 14. november 2003 | Guld         | Cd    |

- 2. maj 2005 udgav NOW Music cd'en Street Dance Battle.